# Südpark (Dresden)

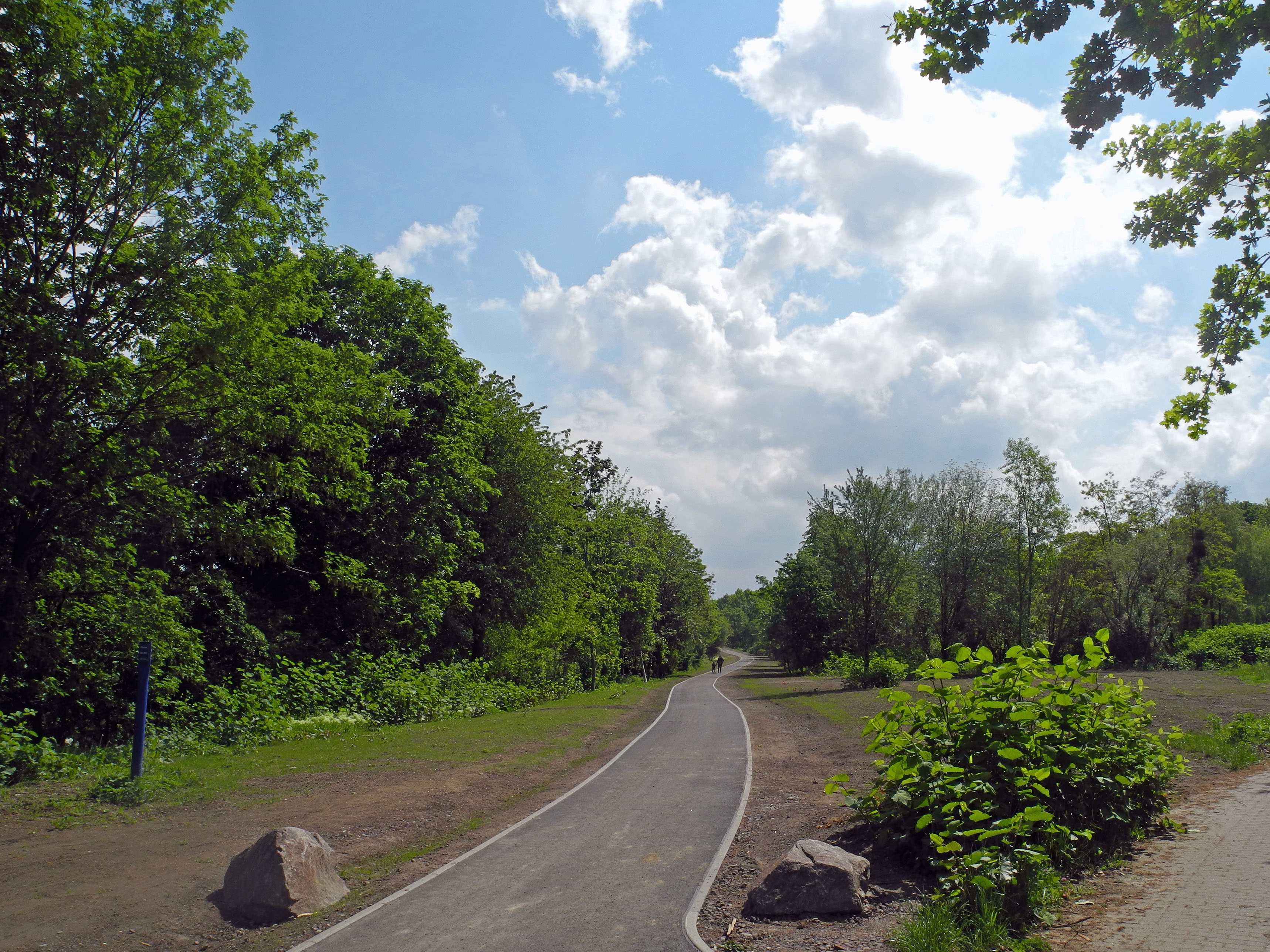
Zugang zum Südpark aus Richtung Passauer Straße (2020)

Der Südpark ist eine geplante und seit 2019 in der Realisierung begonnene Parkanlage in den Dresdner Stadtteilen Plauen und Räcknitz. Das Planungsgebiet von etwa 36,5 Hektar Größe wird begrenzt von der südlichen Bebauung entlang der Nöthnitzer Straße, von der Bergstraße, der Kohlenstraße, der Cämmerswalder Straße, dem Westendring und Plauenschen Ring sowie der Passauer Straße. Gekennzeichnet ist das Gebiet durch einen starken Höhenunterschied von etwa 40 Metern zwischen der Kohlenstraße und der Nöthnitzer Straße.

## Geschichte

### Bis 1939

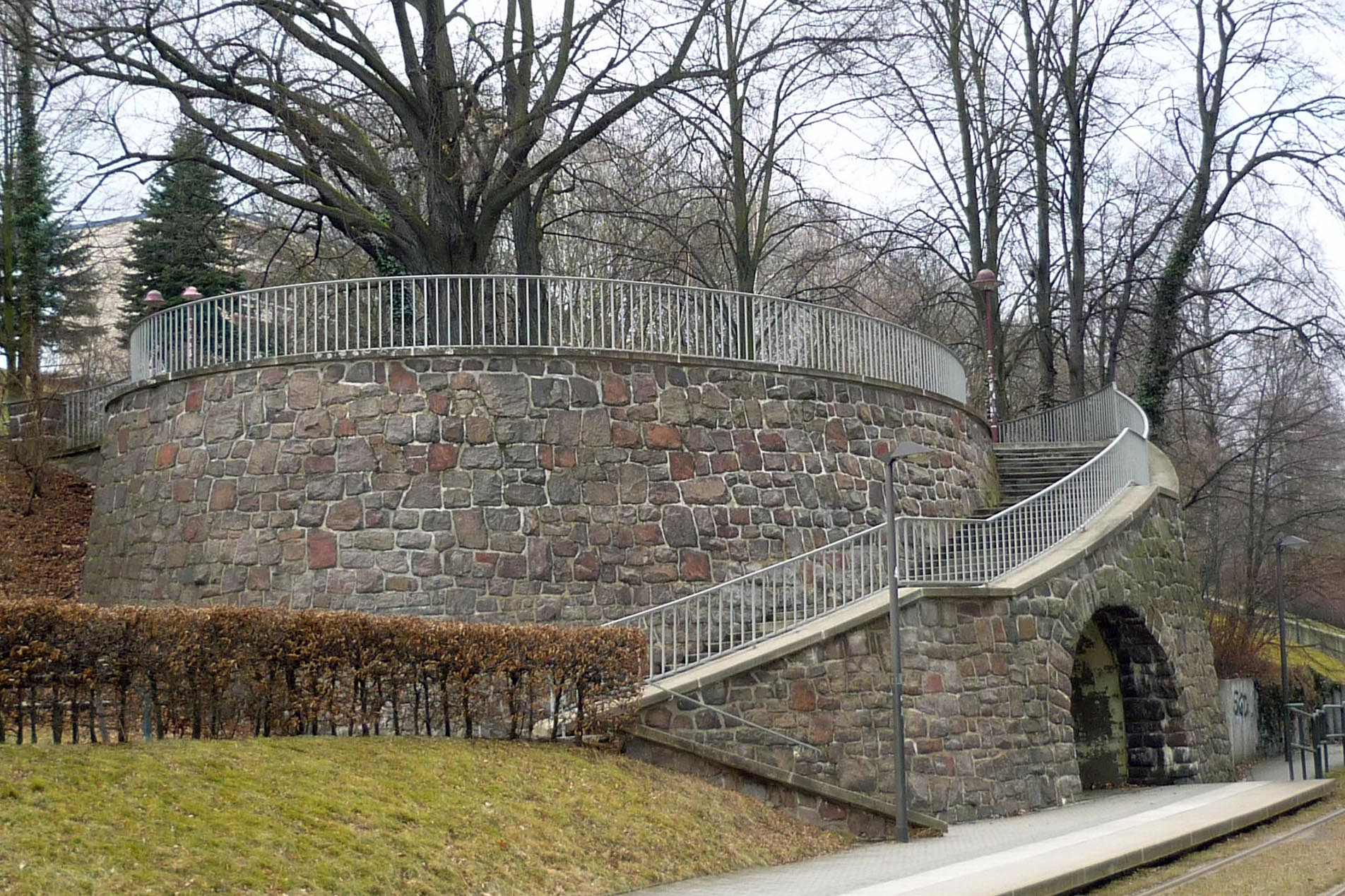
Liepschs Ruhe (2012)

Anders als in den Planungsdokumenten der Stadt Dresden dargestellt, reicht die Entwicklung des Areals bis in die 1930er Jahre zurück. 1936 wurde der Promenadenweg zwischen Äußerem Plauenschen Friedhof und Liepschs Ruhe ausgebaut, wobei Liepschs Ruhe als noch heute vorhandene Bastion als Aussichtspunkt über Dresden mit vier Linden errichtet wurde (vorher eine einfache Bank). Das südlich (Gemarkung Plauen) und östlich des Westendringes (Gemarkung Räcknitz) gelegene Gelände sollte zu weiterem Bauland in Hohenplauen werden, die dort vorhandenen Ziegeleien mit ihren Lehmgruben hatten bis 1930 ihren Betrieb eingestellt.
Das stark ansteigende Gelände wurde zu Teilen terrassiert und war für weitere Wohnbebauung vorgesehen, auch ein „Volkspark“ sollte mit entstehen. Die Anbindung der Gleistrasse vom Plauenschen Ring bis zur Nöthnitzer Straße wurde ebenfalls bereits planiert. An der Kohlenstraße sollte in diesem Zusammenhang ein ca. 12–15 Meter hoher Aussichtshügel entstehen. Ebenfalls 1939 begann die Auffüllung der Kiesgrube an der Kohlenstraße, die jedoch nicht abgeschlossen wurde.

### 1939–1991
Der Zweite Weltkrieg unterbrach 1939 die Entwicklung. Von 1941 an bis etwa 1991 verfüllte man die Lehmgruben mit Bauschutt, Hausmüll und Asche. 1952 wurden sie überdies mit Abbruchmaterial der Großflächenenttrümmerung Dresdens durch eine der Trümmerbahnen aufgefüllt. Vor allem aus der Wilsdruffer Vorstadt und der Seevorstadt (West), also dem Gebiet zwischen Prager Straße und Freiberger Platz, wurden im Rahmen der Enttrümmerung nach den Luftangriffen auf Dresden hier zwischen Januar und Oktober 1952 etwa 200.000 Kubikmeter Abbruchmaterial verkippt. Auch dadurch entstanden an und in den Lehmgruben steile Böschungen, die bis zu sechs Meter hoch sind.
Während das Gelände unterhalb des Plauenschen Ringes nach 1945 zu großen Teilen kleingärtnerisch genutzt wurde, devastierte das gesamte andere Areal in der Gemarkung Plauen. In der Gemarkung Räcknitz verblieb es bei der jahrhundertealten landwirtschaftlichen Nutzung. Selbst beim Aufbau des Neubaugebietes an der Kohlenstraße in Kleinpestitz in den 1970er und 1980er Jahren wurde die Fernwärmetrasse offen von der Nöthnitzer Straße bis südlich der Kohlenstraße durch das Areal geführt und damit die weitere Devastierung gefördert.

### Nach 1991
Daran änderte sich auch nach 1991 nichts Wesentliches, lediglich die Deponien wurden 1991 geschlossen. Liepschs Ruhe ist als Aussichtspunkt über Dresden, für den er in den 1930er Jahren erbaut wurde, durch den ungeregelten Baumbewuchs um Westendring und Plauenscher Ring auch nicht mehr erlebbar. Auch als 1998/99 die Straßenbahnstrecke von der Gleisschleife an der Nöthnitzer Straße zum Plauenschen Ring (praktisch in der schon 1936 vorgesehenen Linienführung) gebaut und am 10. Juni 1999 eröffnet wurde, verblieb das Gebiet in einer Art „Dornröschenschlaf“. Erst um 2015 wurden in einem kleinen Teil die mindergenutzten Flächen südwestlich der 1998 angelegten Passauer Straße mit Wohngebäuden (Einfamilienhäuser) bebaut.

## Planungen zum Südpark

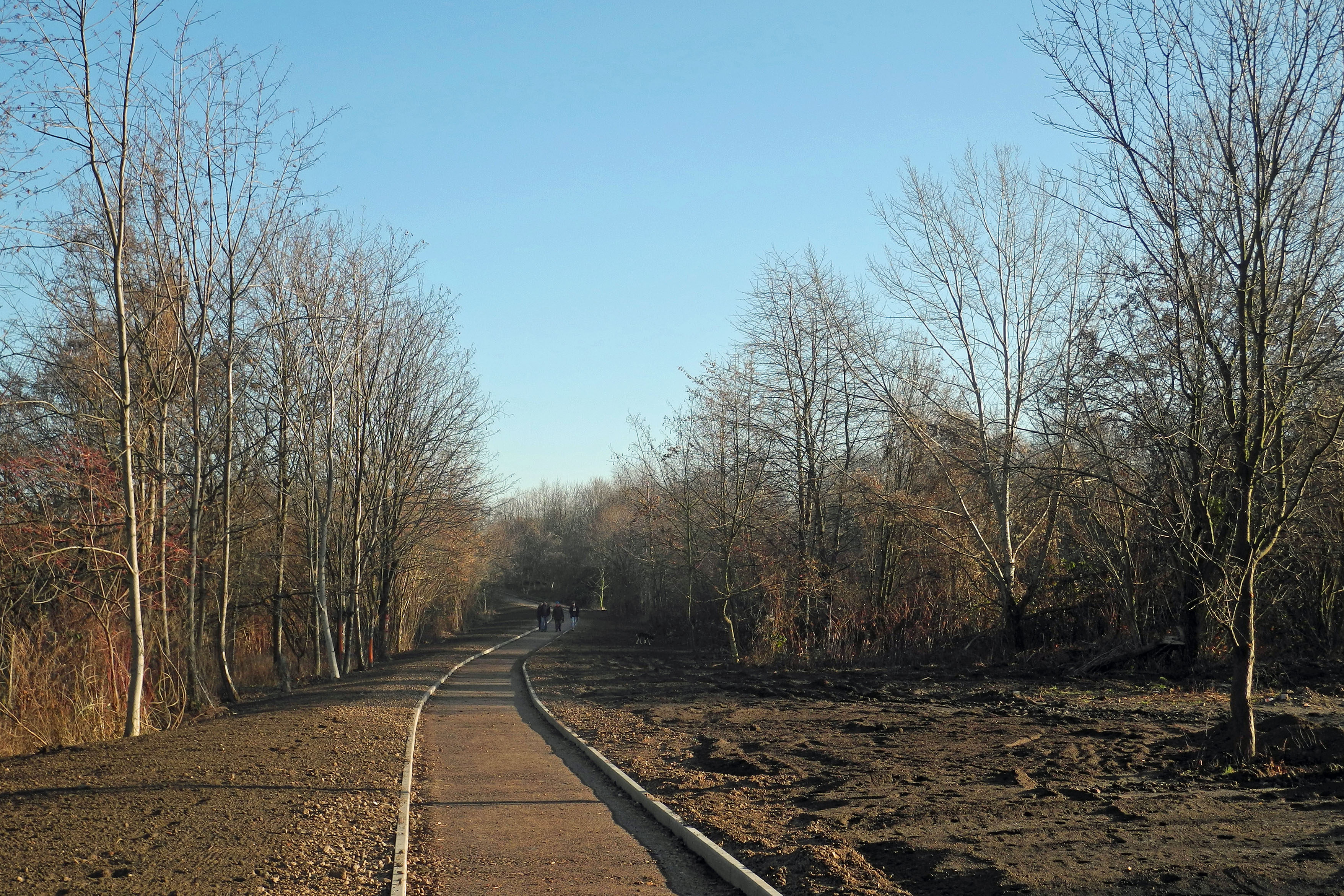
Bau des ersten neuen Weges (2019)

### Ausgangssituation Anfang 2014
Der 2014 bewaldete Bereich (Gemarkung Plauen) hat sich seit 1939, zum Teil ab 1991, durch Sukzession entwickelt. Der nachgewachsene Wald ist undurchdringlich und dadurch kaum erlebbar. Im östlichen Bereich des Gebietes (Gemarkung Räcknitz), der in den 1930er Jahren nicht terrassiert wurde, dominieren fruchtbare Ackerflächen mit hohen Bodenwertzahlen, bei Starkregen treten durch die Hangneigung Probleme mit Bodenerosion auf.
Die offene Landschaft am Hang bietet eine gute Aussicht auf Dresden und dient auch als Kaltluftschneise. Die Aufenthaltsqualität allerdings war (und ist teilweise noch) gering. Daher wird das Gebiet hauptsächlich als Durchwegung benutzt: Entlang der oberirdischen Fernwärmetrassen verlaufen in Ost-West-Richtung Bitumen- und Plattenwege. Die Nord-Süd-Verbindung besteht von der Nöthnitzer Straße nur bis zur Kreuzung der Fernwärmeleitungen. Die Verbindung zur Kohlenstraße führte 2014 nur über Ackerflächen.

### Planungen
1990 wurde ein erster Aufstellungsbeschluss zu einem Bebauungsplan gefasst, um das Gebiet vor wilder Bebauung zu schützen. Überlegungen zu einem Südpark wiederum gibt es seit den ersten Planungen im Rahmenkonzept Stadtentwicklung von 1992, das dann in den ersten (neuen) Flächennutzungsplan der Stadt Dresden überführt wurde. Maßgeblich war, diese Gebiete von Bebauung freizuhalten und grüne Freiflächen für die Einwohnerschaft zu sichern.
Ab 2014 forderten und beschlossen die politischen Gremien erneut die Planung eines Südparks mit Erholungsfunktionen. 2016 wurde der Auftrag erteilt, eine Machbarkeitsstudie mit Analyse und Bewertung des Gebietes zu erstellen. Auf dieser Grundlage sollte und soll die weitere Planung zur Entwicklung des Südparks erfolgen.
Diese Studie ergab, dass der Südpark kein im klassischen Sinn gestalteter Park werden soll. Angelehnt an den Gedanken eines Landschaftsparks ist geplant, die Elemente Wald, Wiesen und Lichtungen, Agrarflächen, Wasser und Wasserrückhalteflächen bewusst einzubeziehen. Die Studie hat sowohl intensive Bereiche vorgesehen, die der aktiven sportlichen Erholung dienen, als auch extensive Bereiche, bei denen Biotopschutz im Vordergrund steht.
Die Entwicklung des Südparks ist einerseits eine langfristige Zielstellung und andererseits eine Aufgabe, die in kleinen Schritten verwirklicht werden soll: Vorerst sollen die Devastierungen beseitigt und zunächst das Anlegen von Wegen im Gebiet erfolgen.

## Realisierung

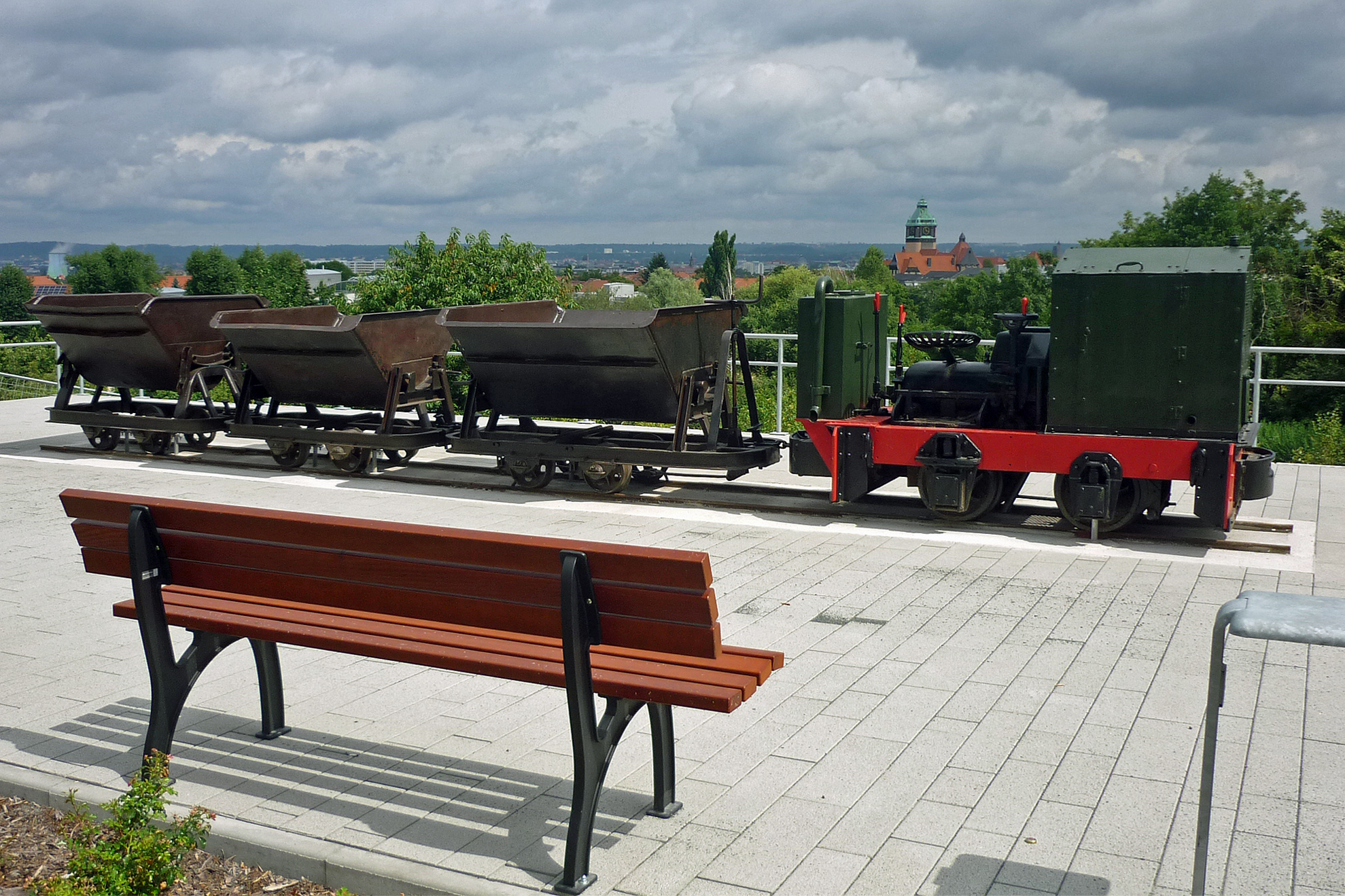
Denkmal für die Trümmerbahn in Dresden im Südpark (Aufgestellt im Juli 2021)

Baustart für das Projekt war 2019 mit den ersten Bereinigungen und vor allem dem ersten Anlegen eines Weges von der Passauer Straße bis zur jetzt schon vorhandenen Nord-Süd-Verbindung. Dieser folgt teilweise den Kippgleisen der Trümmerbahn von 1952. Seit Anfang 2020 ist dieser erste Bauabschnitt abgeschlossen; die Gestaltung des Südparks soll in den kommenden Jahren weiter vorangetrieben werden. Im Juli 2021 wurde ein Denkmal für die Dresdner Trümmerbahn aufgestellt, wobei die Loren weitgehend dem Original entsprechen, die kleine Diesellok ist insofern verfehlt, da die Trümmerbahn in diesem Bereich auf Grund der starken Steigungen ausschließlich mit Dampflokomotiven betrieben wurde.
Seit August 2022 wurde an der Realisierung des Waldspielplatzes im Südpark gearbeitet, was angesichts der Vorgeschichte des Geländes herausfordernder als üblich war: Auch dieser befindet sich auf einer Auffüllungsfläche (Altlastengebiet), so dass der Boden dafür weitestgehend ausgetauscht werden musste. Somit waren für den 8 m hohen Spielturm aus Robinienholz, der entsprechend den Wünschen und Ideen der an der Planung beteiligten Kinder gebaut wurde, besondere statische Berechnungen und Sicherungsarbeiten zur standsicheren Bodenverankerung erforderlich. Am 17. Mai 2023 wurde die Anlage durch die Umweltbügermeisterin Eva Jähnigen eröffnet.